# 한국지방행정연구원
한국지방행정연구원(韓國地方行政硏究院, Korea Research Institute for Local Administration은 지방자치의 항구적인 정착, 발전을 위한 조사, 연구 및 정책개발을 추진하고 행정환경 변화에 대한 지방자치단체의 능동적인 대응을 지원하기 위해 시·도 지방자치단체가 함께 발의·출연하여 설립되었다. 본래 서울특별시 서초구 서초동 1552-13(교대역길 43)에 위치하고 있었는데, 2017년 2월 강원도 원주시 반곡동 1910-8(원주시 세계로 21)로 이전하였다.

## 설립 근거
- 한국지방행정연구원 육성법[1]

## 기능
- 지방행정의 주요 당면과제에 대한 조사, 연구
- 중앙정부, 지방자치단체, 민간단체 등에 대한 자문 및 경영진단사업
- 정부, 지방자치단체 및 민간단체로부터의 연구용역 수탁 및 교육훈련
- 국내외 연구기관 및 국제기구와의 교류, 협력

## 연혁
- 1984년 9월 재단법인 지방행정연구소 개소. 초대 장병구 소장 취임
- 1984년 11월 제2대 이창수 소장 취임
- 1985년 4월 재단법인 지방행정연구소 개칭. 제3·4대 전영춘 소장 취임
- 1986년 2월 재단법인 한국지방행정연구원으로 개칭
- 1986년 5월 한국지방행정연구원육성법 제정 공포(법률 제13809호)
- 1986년 9월 한국지방행정연구원육성법 시행령 공포(대통령령 제11961호)
- 1989년 4월 제 5대 손재식 원장 취임
- 1990년 8월 제 6대 김양배 원장 취임
- 1992년 7월 제 7대 김안제 원장 취임
- 1994년 10월 제 8대 정문화 원장 취임
- 1996년 1월 제 9대 임경호 원장 취임
- 1998년 4월 제10대 이달곤 원장 취임
- 2000년 7월 제11대 박우서 원장 취임
- 2002년 2월 UNESCAP LOGOTRI 회장기관 당선
- 2002년 4월 2001년 공기업 및 경영혁신평가 우수기관 선정
- 2002년 8월 제12대 김흥래 원장 취임
- 2004년 6월 2003년 경영혁신 추진실적 평가 우수기관 선정
- 2004년 11월 UNESCAP LOGOTRI 회장기관 당선
- 2005년 8월 제13대 김주현 원장 취임
- 2006년 3월 한국지방행정연구원육성법 개정
- 2007년 5월 부설 지역균형개발지원센터 설치(국가균형발전특별법·시행령)
- 2008년 8월 제14대 유정석 원장 취임
- 2009년 9월 개원 25주년 기념 국제 커퍼런스
- 2010년 1월 제15대 한표환 원장 취임
- 2011년 3월 한국지방행정연구원육성법 개정 공포
- 2013년 3월 제16대 이승종 원장 취임
- 2014년 11월 지방투자사업관리센터 설치(지방재정법·행정자치부 고시)
- 2015년 4월 제17대 하혜수 원장 취임
- 2017년 5월 제18대 윤태범 원장 취임
- 2020년 12월 제19대 김일재 원장 취임
- 2023년 12월 직무대행 주재복 취임
- 2024년 11월 제20대 육동일 원장 취임

## 조직

### 원장
- 감사관
- 대외협력단
- 행저국
  - 행정예산과
  - 서무관리과

#### 부원장
- 연구기획실
  - 홍보교육과
  - 연구기획과
- 자치행정연구실
  - 지방혁신지원센터
  - 상생협력지원센터
  - 지방규제개혁센터
- 지방재정연구실
  - 재정분석센터
  - 재정사업관리센터
- 지역발전연구실
  - 지역균형발전지원센터
  - 지역경제분석센터

#### 지방투자사업관리센터
- 기획총괄부
- 재정투자조사부
- 재정투자평가부